# فرناندو جامبوا
فرناندو جامبوا (بالإسبانية: Fernando Gamboa)‏ (28 أكتوبر 1970 في الأرجنتين - ) هو مدرب كرة قدم ولاعب كرة قدم أرجنتيني في مركز الدفاع. شارك مع منتخب الأرجنتين تحت 20 سنة لكرة القدم ومنتخب الأرجنتين لكرة القدم. أما مع النوادي، فقد لعب مع أرجنتينوس جونيورز وبوكا جونيورز وتشاكاريتا جيونيورز وريال أوفييدو وريفر بليت وكولو-كولو ونادي غراسهوبر زيوريخ ونيولز أولد بويز.

## مسيرته الكروية
لعب فرناندو جامبوا خلال مسيرته الاحترافية مع 8 أندية في ثمانية عشر موسمًا وسجل خلالها 11 هدفًا ضمن 367 مباراة. ولم يفز بأي موسم بالكأس وفاز في أربعة مواسم بالدوري.
خاض فرناندو جامبوا مسيرته مع FC Barcelona (beach soccer) ‏ في موسم 1988–89 في المرة الأولى ليلعب معه خمسة مواسم ثم في موسم 1999–00 لمدة موسم واحد، مشاركًا طوالها في 144 مباراة سجل خلالها 7 أهداف. ثم انتقل إلى نادي ريفر بليت في موسم 1993–94 لمدة موسم واحد، حيث شارك في 12 مباراة ولم يسجل أي هدف. لينتقل بعدها إلى نادي بوكا جونيورز في موسم 1994–95 ولمدة موسمين، مشاركًا في 54 مباراة ولم يسجل أي هدف أيضًا. ثم انتقل إلى نادي ريال أوفييدو في موسم 1996–97 واستمر معه طيلة ثلاثة مواسم، مشاركًا في 69 مباراة سجل خلالها هدفين. هذا وانتقل لاحقًا إلى نادي تشاكاريتا جيونيورز في موسم 2000–01 ولمدة موسمين، مشاركًا في 30 مباراة سجل خلالها هدفًا واحدًا. ثم انتقل بعدها إلى نادي كولو-كولو ما بين عامي 2001 و2002 لمدة موسم واحد، مشاركًا في 20 مباراة ولم يسجل أي هدف. ليعود وينتقل من جديد، لكن هذه المرة إلى نادي غراسهوبر زيوريخ في موسم 2002–03 ولمدة موسمين، مشاركًا في 36 مباراة سجل خلالها هدفًا واحدًا. لينتقل بعدها إلى نادي أرجنتينوس جونيورز في موسم 2004–05 لمدة موسم واحد، مشاركًا في مباراتين ولم يسجل أي هدف.

## وصلات خارجية
- فرناندو جامبوا على موقع قاعدة بيانات كرة القدم.إي يو (الإنجليزية)
- فرناندو جامبوا على موقع ناشيونال فوتبول تيمز (الإنجليزية)